# Arab agár
Az Arab agár (Sloughi) roppant szikár, csupa izom, csupa ín kutya. Feje hosszú, elkeskenyedő. Szeme nagy, barna. Füle lelóg, a fejéhez simul. Háta egyenes, feszes, ágyéka rövid, izmos, fara kissé lejtős, mellkasa mély, hasa felhúzott. Végtagjai hosszúak, vékonyak, párhuzamosak. Farka hosszú, lelóg, a vége kissé ívben hajlik. Szőrzete rövid, sűrű. Színe sárga, fekete maszkkal, ill. fehér vagy feketetarka.
Eredete: Ősrégi fajta. Valószínűleg az ókori Egyiptomból került Észak-Afrikába. Az arabok rendkívül nagyra becsülik. Ma is rendszeresen vadásznak vele. Feltehetően valamennyi európai rövid szőrű agár egyenes ágú őse.

## Jellegzetességei
Edzett, bátor, rámenős, gyors, önálló, éppen ezért kissé makacs, mint a legtöbb agár.
Alkalmazása: Hazájában eredetileg antilopra vadásztak vele, manapság kiállítások sztárja.

## Méretei

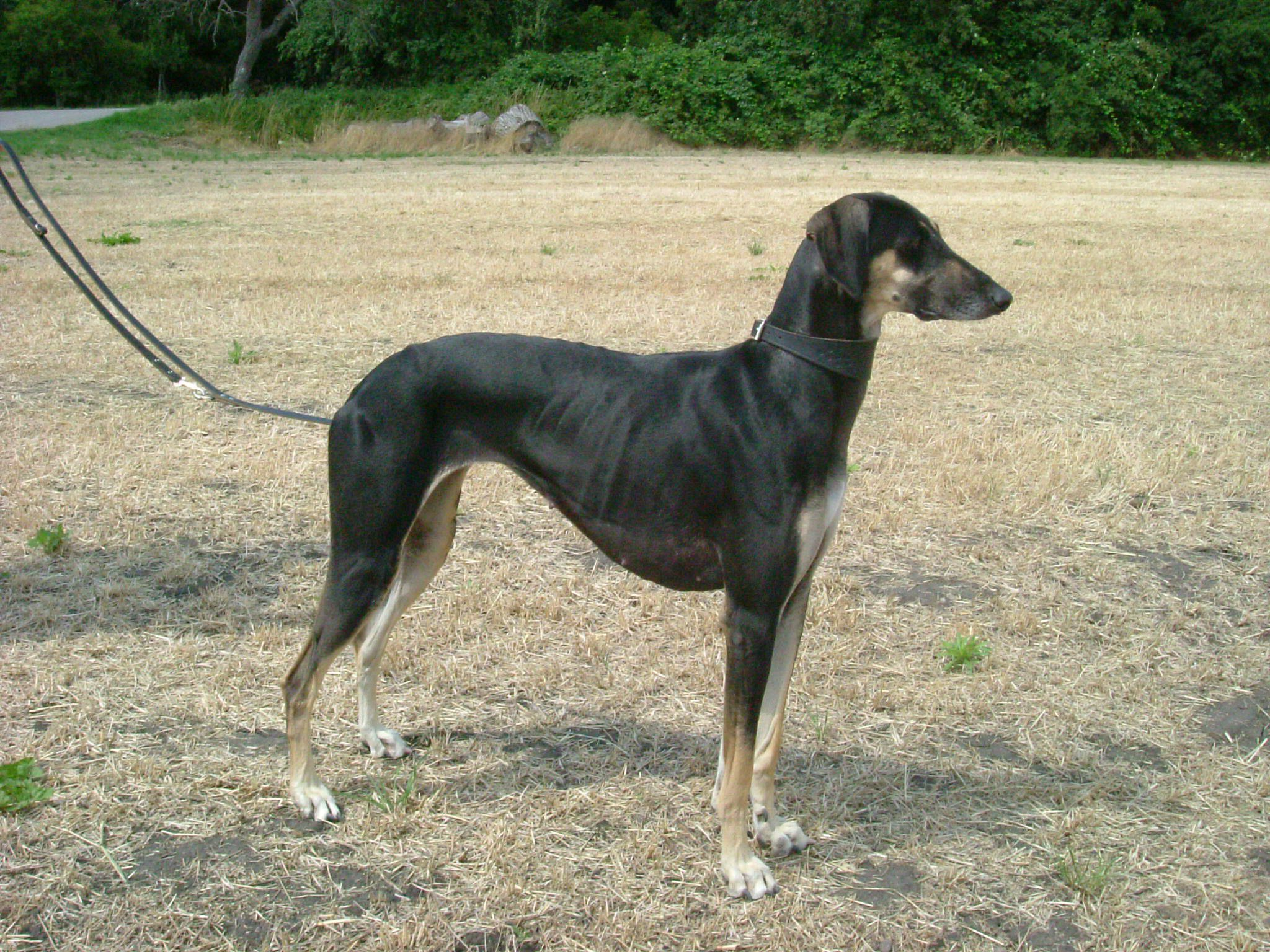
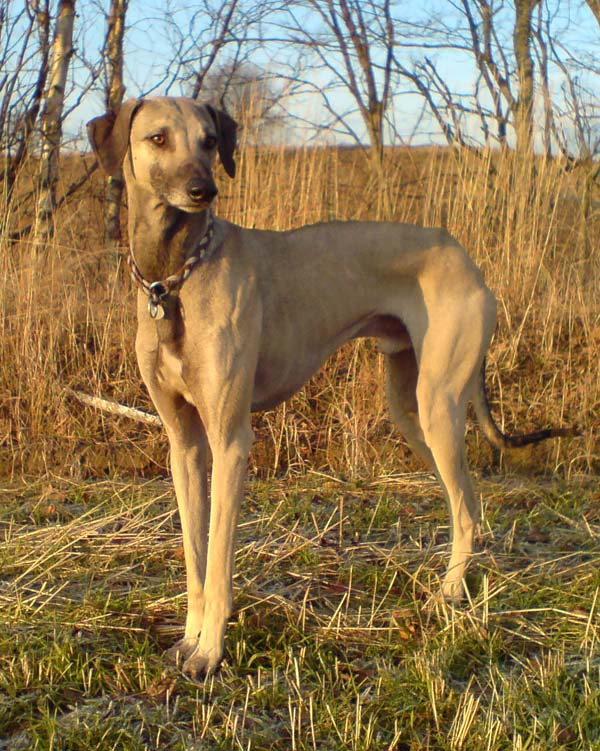
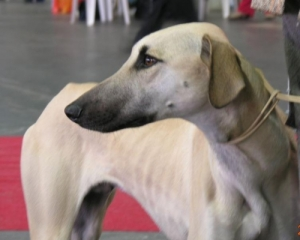

Marmagasság: kan 65–73 cm, szuka 60–63 cm
Testtömeg: 30 kg